# قوة الأمم المتحدة لمراقبة فض الاشتباك
قوة الأمم المتحدة لمراقبة فض الاشتباك أو أندوف (بالإنجليزية: United Nations Disengagement Observer Force) هي قوة دولية  قوة تابعة للأمم المتحدة تأسست بموجب قرار مجلس الأمن التابع للأمم المتحدة رقم 350 في 31 مايو 1974 لتنفيذ قرار 338 لعام 1973، قرار مجلس الأمن التابع للأمم المتحدة رقم 242 الداعي لوقف فوري لإطلاق النار وتنفيذ قرار مجلس الأمن التابع للأمم المتحدة رقم 242 لمراقبة الهدنة العسكرية لسوريا وإسرائيل. تأسست هذه القوة الدولية في أعقاب حرب تشرين عام 1973 لمراقبة الفصل بين القوات السورية والإسرائيلية في مرتفعات الجولان التي احتلها الطرف الثاني في حرب يونيو/حزيران 1967.
وقعت كلا من القوات السورية والكيان الصهيوني في نفس اليوم على اتفاقية فك الاشتباك في مرتفعات الجولان، وتوقفوا عن إطلاق النار وانتهت حرب أكتوبر 1973.
منذ ذلك الحين، بدأت القوة مهامها بالتعاون مع كلا الجانبين. تجدد ولاية قوة الأمم المتحدة لمراقبة فض الاشتباك كل ستة أشهر منذ عام 1974 كانت آخرها في 31 ديسمبر 2019. تنحصر دور القوى في مراقبة فض الاشتباك والإشراف على وقف إطلاق النار، قبل الحرب الأهلية السورية، ظل الوضع في خط وقف إطلاق النار السوري- الإسرائيلي هادئًا ولم تقع حوادث خطيرة.
خلال الحرب الأهلية السورية، اندلعت اشتباكات القنيطرة في المنطقة العازلة بين القوات السورية والإسرائيلية، مما أجبر العديد من الدول المساهمة بقوات مراقبي الأمم المتحدة على إعادة النظر في مهمتهم بسبب قضايا تتعلق بسلامة الجنود. استحوذ القتال بين الجيش السوري والمعارضة السورية على اهتمام دولي عندما احتجزت جماعة جبهة النصرة التابعة لتنظيم القاعدة في مارس 2013 21 فرد من قوة مراقبي فض الاشتباك الفيجية التابعة للأمم المتحدة كرهائن في المنطقة العازلة المحايدة.
وفقًا لمسؤول في الأمم المتحدة، احتجز الرهائن بالقرب من نقطة المراقبة 58. بعد نشوب قتال عنيف بالقرب من الجملة، تعرضت النقطة للعديد من الأضرار. أطلق سراح موظفي الأمم المتحدة في وقت لاحق بوساطة أردنية.
تتألف أندوف من 1033 عسكريا و37 موظفا مدنيا دوليا و107 موظفين مدنيين محليين.
بعد سقوط نظام الأسد في 8 كانون الأول 2024 غزت إسرائيل المنطقة العازلة. 

## نظرة  عامة
في 6 أكتوبر 1973، في هجوم مشترك مفاجئ، نجحت القوات المصرية في الهجوم على قوات الاحتلال الإسرائيلي في قناة السويس وشبه جزيرة سيناء، كما نجحت القوات السورية في الهجوم على قوات الاحتلال الإسرائيلي في مرتفعات الجولان. بمساعدات أمريكية، استطاعت إسرائيل صد العملية السورية في النهاية بل وتوغلت في داخل الأراضي السورية، كما استغلت ثغرة في الجيش الثالث المصري وحاصرت بعضا من قواته فيما يعرف بثغرة الدفرسوار. استمرت المعركة حتى 22 أكتوبر 1973، عندما دعا قرار مجلس الأمن التابع للأمم المتحدة رقم 338 إلى وقف إطلاق النار. ينص القرار على:
1. دعوة جميع الأطراف المعنية إلى وقف إطلاق النار بصورة كاملة، وانهاء جميع الأعمال العسكرية فوراً في مدة لا تتجاوز 12 ساعة من لحظة اتخاذ هذا القرار، وفي المواقع التي تحتلها الآن.
2. تنفيذ قرار مجلس الأمن رقم 242 عام 1967 بجميع أجزائه.
3. بدء المفاوضات بهدف الوصول إلى سلام عادل ودائم في الشرق الأوسط.

في اليوم التالي، انتهك قرار وقف إطلاق النار واستؤنف القتال مرة أخرى نتيجة محاولة إسرائيل عبور القناة وتصدي الجيش المصري لها مما دفع مجلس الأمن التابع للأمم المتحدة من إصدار قرار رقم 339. يدعو فيه إلى تنفيذ كافه البنود في القرار السابق.
لم يستجب الطرفان بالقرار وانتهك أيضا، مما دفع مجلس الأمن إلى إصدار قرار رقم 340 لوقف إطلاق النار في 25 أكتوبر 1973. عرفت المعركة عالميا باسم حرب أكتوبر أو حرب الغفران. تحركت قوة الطوارئ الثانية التابعة للأمم المتحدة بين الجيشين الإسرائيلي والمصري في منطقة قناة السويس، مما أدى إلى استقرار الوضع مؤقتا.
على الجانب الآخر، ظل التوتر شديدا على الجبهة السورية الإسرائيلية وصل ذروته في مارس 1974. قامت الولايات المتحدة بمبادرة دبلوماسية أسفرت عن توقيع «اتفاقية فك الإشتباك» بين القوات السورية والإسرائيلية. نص الاتفاق على إنشاء منطقة عازلة ومنطقتين متساويتين للحد من القوات والتسليح على جانبي المنطقة ووضع قوة مراقبة تابعة للأمم المتحدة للإشراف على تنفيذها. في 31 مايو 1974، وقع الطرفان السوري وإسرائيل على الاتفاقية. في نفس اليوم، أصدر مجلس الأمن التابع للأمم المتحدة قرار 350 لإنشاء قوة لمراقبة فض الاشتباك.
في 3 يونيو 1974، وصل الجنرال بريسينو، بيرو الجنسية، من القاهرة إلى مقر قوات الأمن التابع لهيئة الأمم المتحدة لمراقبة الهدنة في دمشق وتولى القيادة العملياتية لجميع مراقبي الهيئة لقوة الأمم المتحدة لمراقبة فض الاشتباك. أعلن بريسينو تنفيذ القرار على مراحل، تضمنت المرحلة الأولى: 
1. توفير حراسة لنقاط المراقبة.
2. نقل مراقبو هيئة الأمم المتحدة لمراقبة الهدنة إلى قوة الأمم المتحدة لمراقبة فض الاشتباك في 1 يونيو 1974.
3. انضمام جنود حفظ السلام من النمسا وبيرو في 3 يونيو.
4. انضمام جنود كنديون وبولنديون من قوة الطوارئ الدولية الثانية إلى منطقة مراقبة فض الاشتباك.

بدأت المرحلة الثانية، من 6 يونيو 1974 إلى 25 يونيو 1974 وتضمنت:
1. فك الاشتباك بين القوات السورية والإسرائيلية.
2. انضمام النمساويون والبولنديون في معسكر كانيكير بالقرب من بلدة ساسا.
3. نشر الجنود البيروفيون جنوب القنيطرة بالقرب من زيوان.
4. تمركز الشركة الكندية للخدمات اللوجستية وعنصر الإشارة في زيوان بالقرب من القنيطرة.
5. بقاء مقر القوة الرئيسي في دمشق، سوريا.

## المنطقة العازلة

خريطة انتشار قوة الأمم المتحدة لمراقبة فض الاشتباك عام 2014

تبلغ طول المنطقة العازلة ما يقرب من 80 كم، ويتراوح عرضها ما بين 0.5 كم و 10 كم، ومساحة قدرها 235 كم 2. تمتد المنطقة على الخط البنفسجي الذي يفصل بين الجزء المحتل من مرتفعات الجولان وبقية سوريا. يعرف الخط الغربي بمنطقة ألفا، والخط الشرقي بمنطقة برافو.
تحد المنطقة من الشمال الخط الأزرق اللبناني، وتبعد عن حدود الأردن كيلو متر واحد من الجنوب.
من الناحية العملية، رسم خط ألفا في الغرب حتى لا تعبره القوات الإسرائيلية، وخط برافو في الشرق حتى لا تعبره القوات السورية. تقع منطقة الفصل، منطقة عازلة بين هذه الخطوط. تمتد منطقة الحدود على مسافة 25 كم على الجانبين حيث تقع مسئولية قوة الأمم المتحدة لمراقبة فض الاشتباك ومجموعة مراقبي الجولان التي تضم قوات سورية وإسرائيلية مسلحة لها العديد من نقاط التفتيش والدوريات. تغطي الكتيبتان في الجزء الشمالي من جبل حرمون إلى منطقة القنيطرة وفي الجنوب بولبات وصولا إلى الحدود الأردنية.
يحرس المعبر جنود نمساويون في الجانب السوري مع قليل من أفراد الشرطة العسكرية عند المعبر.
تتميز المنطقة العازلة بتضاريسها الجبلية. يعتبر جبل الشيخ على الحدود اللبنانية أعلى نقطة في المنطقة بارتفاع 2,814 متر.  بينما يعد نهر اليرموك أخفض نقطة بارتفاع 200 متر تحت مستوى سطح البحر.
تنتشر قوات الأمم المتحدة لمراقبة فض الاشتباك داخل المنطقة وبالقرب منها برصيد معسكرين أساسين، و44 موقعا مأهولا بشكل دائم و11 مركز مراقبة.
يقع مقر القوة في معسكر نبع الفوار، ويوجد مكتب لها في دمشق. بينما يقع مقر الكتيبة الأوروغوية في الجنوب مع معسكر عيو زيوان. أما الوحدات اللوجستية الهندية واليابانية فمسئولة عن مهام النقل العام من الدرجة الثانية، وعمليات النقل بالتناوب، وإدارة البضائع.

## التاريخ

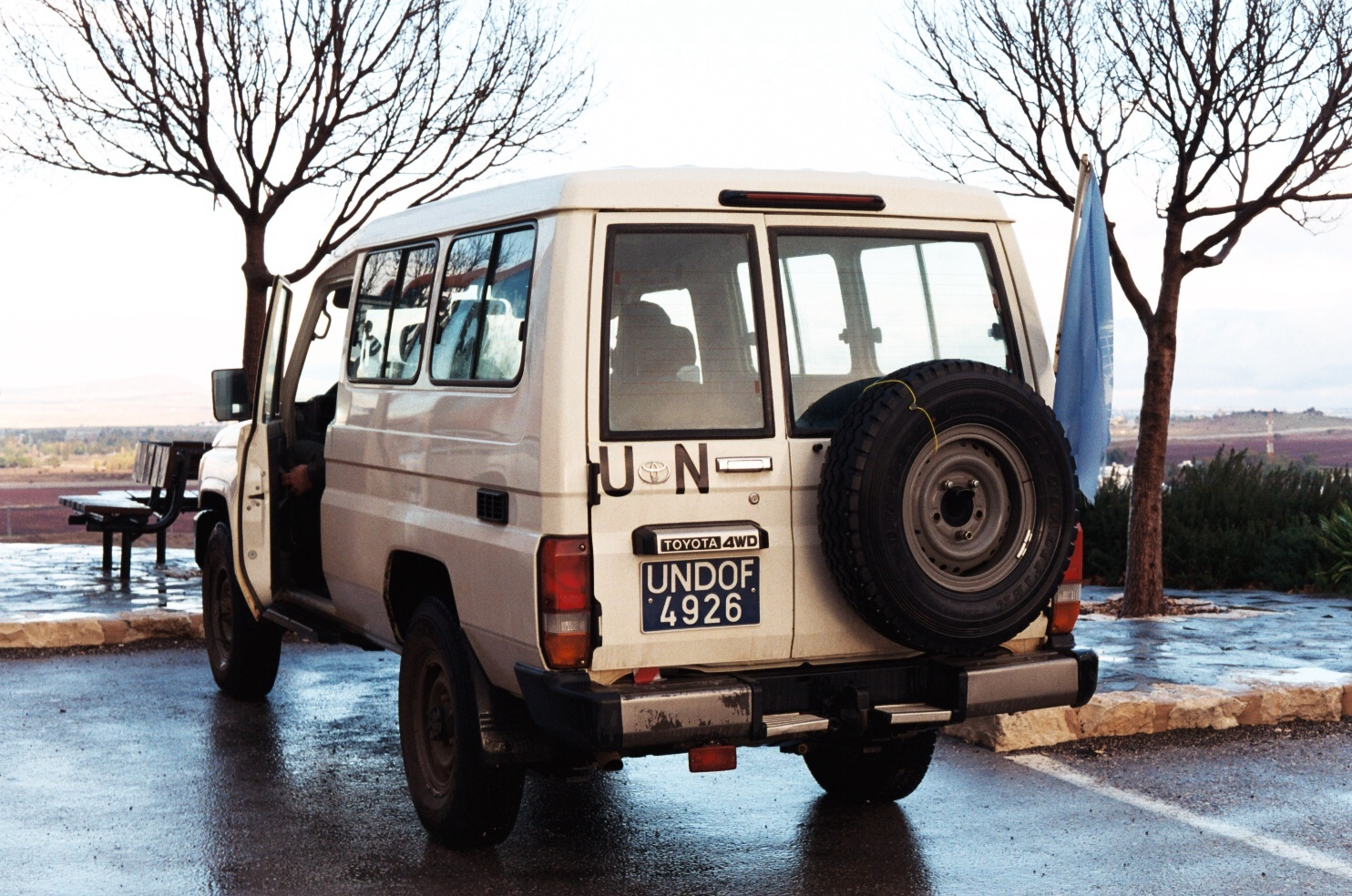
سيارة تويوتا لاند كروزر تابعة للقوة متوقفة قبالة الطريق السريع 98 بالقرب من مجدل شمس، الجولان، وعليها لوحات القوة وعلم الأمم المتحدة، يناير 2012

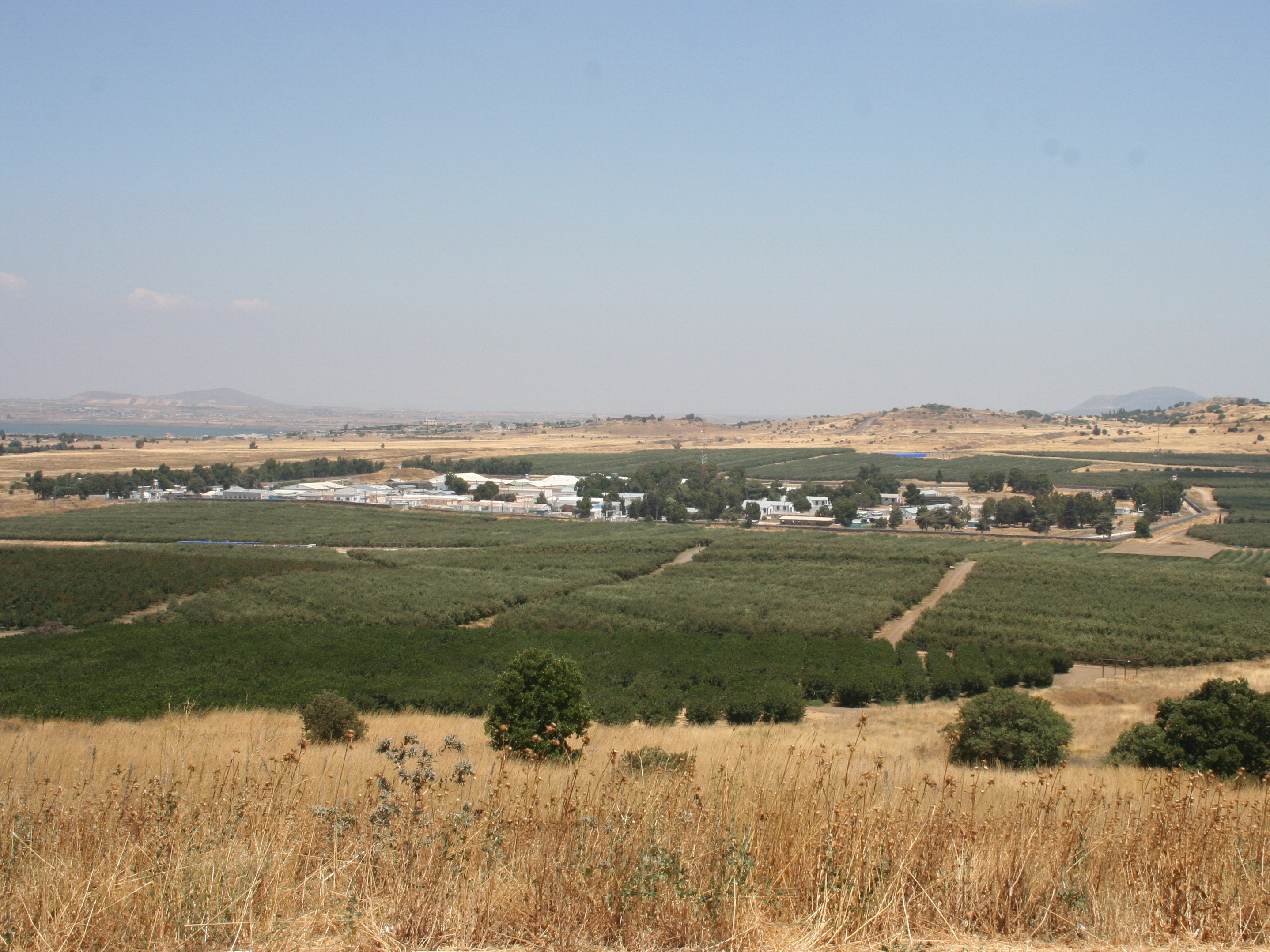
قاعدة قوة الأمم المتحدة لمراقبة فض الاشتباك قرب معبر القنيطرة.

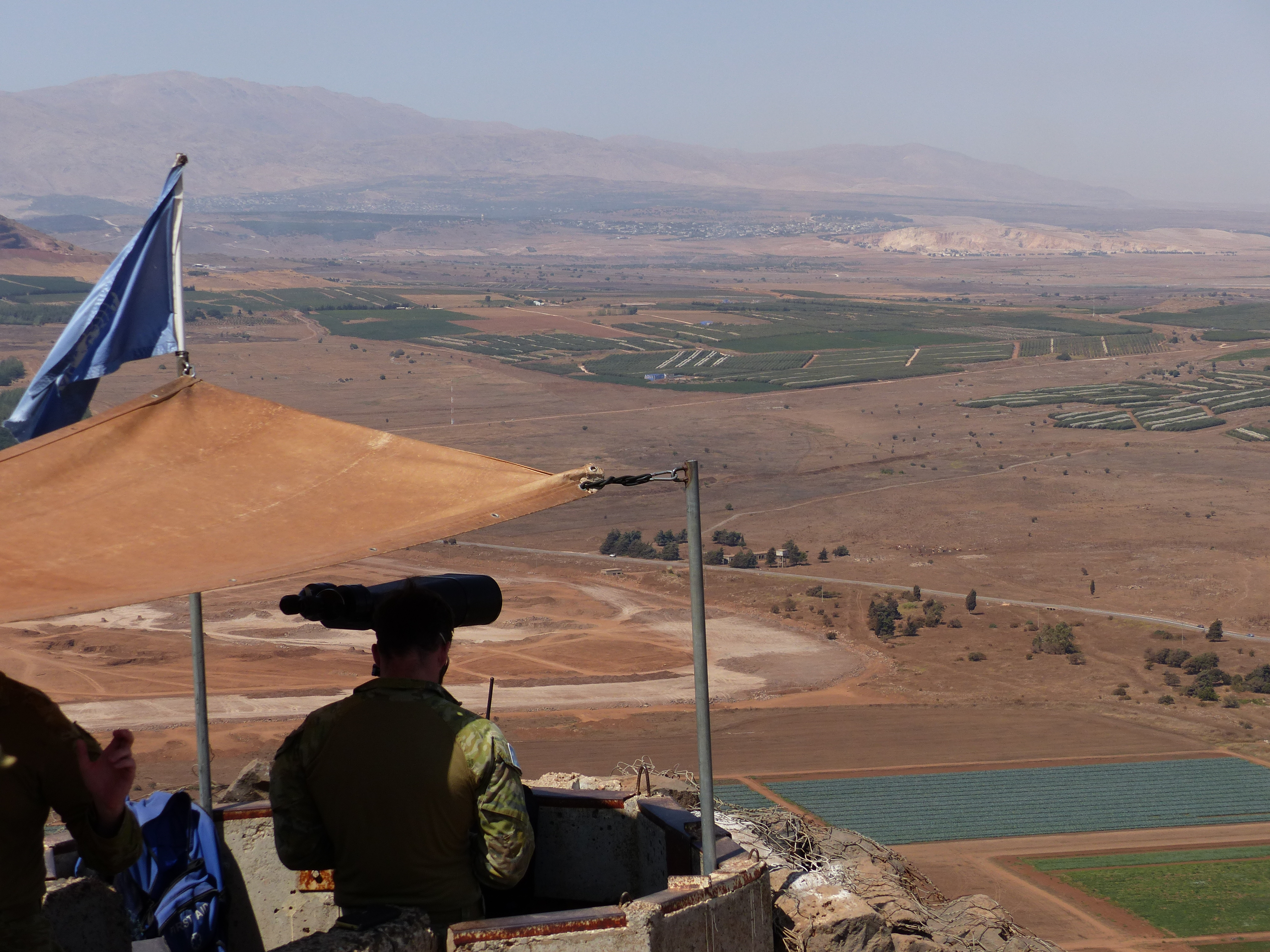
موقع قوة الأمم المتحدة لمراقبة فض الاشتباك في تل العرام

تكونت قوة الأمم المتحدة لمراقبة فض الاشتباك للمرة الأولى في عام 1974 من جنود من النمسا وبيرو وكندا وبولندا، ووحدات لاحقة بعد ذلك من إيران، وفنلندا، وسلوفينيا واليابان وكرواتيا والهند والفلبين. في 9 أغسطس 1974، نقلت طائرة كندي بوفالو (بوفالو 461) في رحلة إعادة إمداد روتينية، من بيروت إلى دمشق لقوات حفظ السلام الكندية في مرتفعات الجولان.
أقلت الرحلة 51 خمسة من أفراد الطاقم وأربعة ركاب جميعهم من أعضاء القوات الكندية منهم الكابتن جي جي فوستر، والنقيب كيه ميراو، والنقيب أر بي ويكس. في تمام الساعة 11:50، بالقرب من مطار هبوطها في دمشق، استهدفت الطائرة فوق بلدة ديماس السورية مما أسفر عن مقتل جميع من كانوا على متنها لتصبح تلك الحادثة الأكبر في تاريخ كندا لحفظ السلام من حيث عدد الوفيات في يوم واحد.
عندما أعيد تنظيم قوة الأمم المتحدة لمراقبة فض الاشتباك في عام 1993، قررت الحكومة الفنلندية سحب قواتها من قوة الأمم المتحدة لمراقبة فض الاشتباك، ونقل مقر القوة من دمشق إلى معسكر نبع الفوار، معسكر القاعدة النمساوية الواقع في منتصف الطريق بين نقطة تفتيش ساسا والقنيطرة على بعد حوالي 60 كم من دمشق.
في مارس 2013، احتجزت مجموعة من المتمردين السوريين يطلقون على أنفسهم لواء شهداء اليرموك 21 جندي فلبيني لحفظ السلام. أطلق سراحهم في 12 مارس وعادوا إلى قاعدتهم عبر الأردن وإسرائيل.
في 10 مايو 2013، أعلن وزير الخارجية الفلبيني ألبرت ديل روزاريو عن نيته سحب وحدته من قوات حفظ السلام التابعة للأمم المتحدة من منطقة قوة الأمم المتحدة لمراقبة فض الاشتباك. وأشار إلى أن المخاطر في المنطقة تجاوزت «الحدود المقبولة». صدر البيان بعد اختطاف أربعة جنود فلبينيين لحفظ السلام وظهورهم في فيديو كرهائن ودروع بشرية من قبل لواء شهداء اليرموك. يبلغ إجمالي عدد أفراد الوحدة الفلبينية حاليا 342، أي ما يقرب من ثلث الوحدة بأكملها. في 6 يونيو 2013، أعلن المستشار النمساوي فيرنر فايمان ووزير الخارجية النمساوي مايكل سبيندليغر أن النمسا ستسحب قواتها من بعثة قوة الأمم المتحدة لمراقبة فض الاشتباك. تم اتخاذ هذا القرار بعد أن هاجم المتمردون السوريون معبر القنيطرة الحدودي واستولوا عليه مؤقتًا. وأصيب جندي حفظ سلام فلبيني في القتال.
في سبتمبر 2013، أعلنت أيرلندا نشر 115 من جنود حفظ السلام في قوة الأمم المتحدة لمراقبة فض الاشتباك في معسكر نبع الفوار. في 29 نوفمبر 2013، تعرضت قوات حفظ السلام الأيرلندية لهجوم من قبل المتمردين السوريين.
في أغسطس 2014، استولى المتمردون السوريون على قوات حفظ السلام الفيجية وحاصروا الفلبينيين العاملين في موقعين منفصلين للأمم المتحدة. بلغ عدد الجنود الفلبينيين المحتجزين 72 جندي بينما وصل عدد المتمردون ما يقرب من 100 فرد استمرت المعركة بينهم سبع ساعات، استطاعت القوات الفلبينية بعدها الهرب. في حين ساعدت القوات الأيرلندية في عملية إنقاذ الجنود الفيجيين. في 11 سبتمبر 2014، أطلق متمردي جبهة النصرة سراح 45 جندي من قوات حفظ السلام الفيجية.
في 13 أكتوبر 2017، عين اللواء فرانسيس فيب سانزيري من غانا رئيسًا للبعثة وقائدًا لقوة الأمم المتحدة لمراقبة فض الاشتباك، خلفا اللواء جاي شانكر مينون من الهند، بعد انتهاء فترته في 30 سبتمبر 2017.
تعتمد الجمعية العامة للأمم المتحدة ميزانية أندوف على أساس سنوي. وصلت ميزانيتها 57,653,700 دولار أمريكي في يوليو 2017- يونيو 2018، بنسبة 1% من ميزانية الأمم المتحدة لحفظ السلام.
أعلنت القوة في عام 2017، مقتل 58 جندي، وموظف مدني واحد منذ عام 1974. كما أعلنت أندوف في يناير 2020، وصول عدد قواتها إلى 1000 فرد تقريبا من نيبال، والهند، وأوروجواي، وفيجي، وأيرلندا وغانا، إلى جانب مساعدات من فريق مراقبي الجولان التابع لهيئة الأمم المتحدة لمراقبة الهدنة، غير موظفين مدنيين دوليين ومحليين.

## التفويض

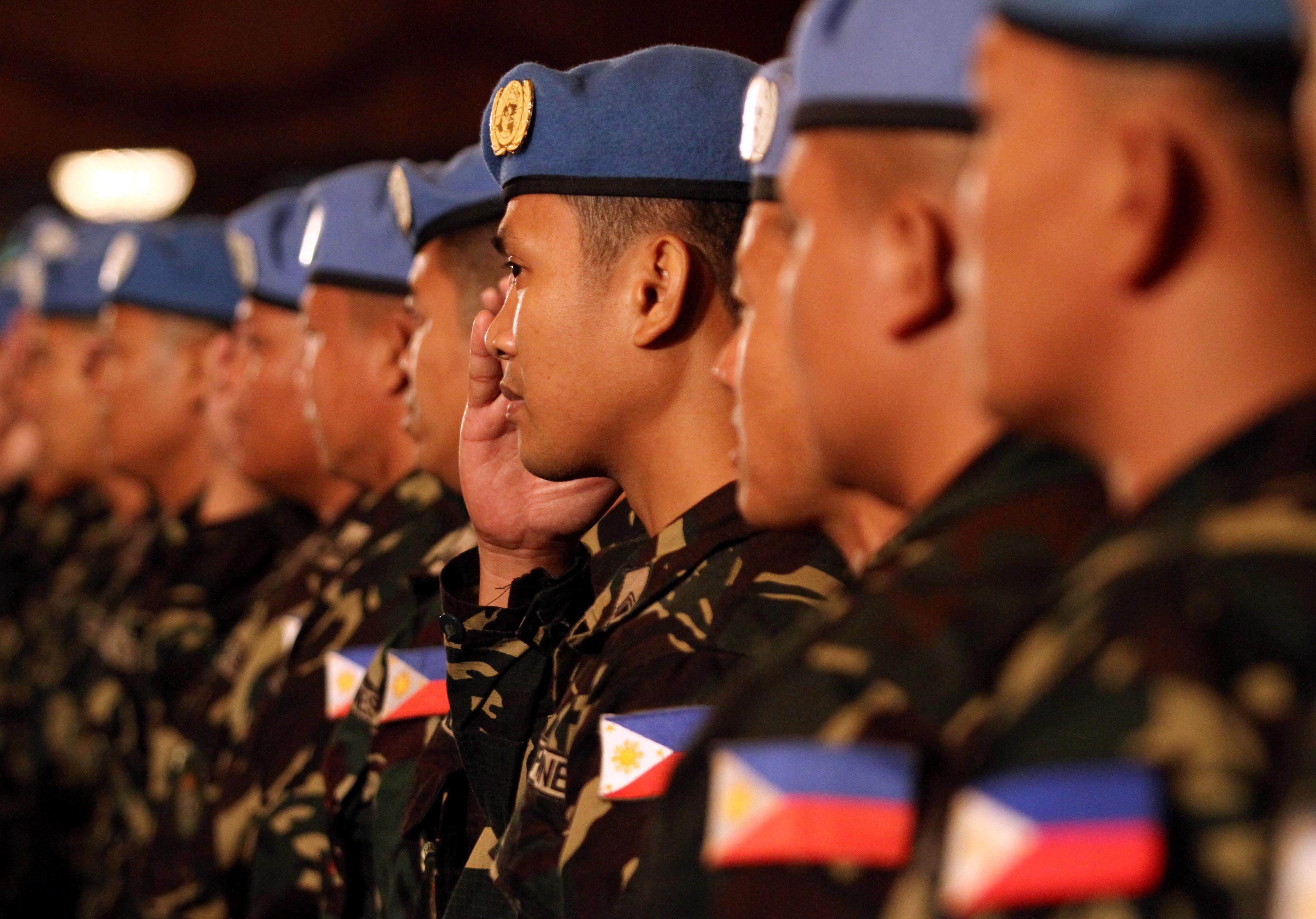
الكتيبة الفلبينية في مرتفعات الجولان

في التوصية بتمديد التفويض الحالى، أعلن الأمين العام للأمم المتحدة بان كي مون أنه على الرغم من الهدوء الحالي في خط وقف إطلاق النار الإسرائيلي السوري، ما زال يشعر بتوتر الوضع في الشرق الأوسط. وإلى أن يتم التوصل إلى تسوية شاملة، لا بد من وجود قوة الأمم المتحدة لمراقبة فض الاشتباك. 
تتضمن أنشطة قوة الأمم المتحدة لمراقبة فض الاشتباك منذ الإنشاء في عام 1974 ما يلي:
- الإشراف العام على المنطقة العازلة.
- مراقبة الوجود العسكري السوري والإسرائيلي في المنطقة عن طريق نقاط مراقبة دائمة ودوريات ليلية ونهارية.
- التدخل في حالات تجاوز أي أفراد عسكريين من أي جانب إلى المنطقة الفاصلة.
- عمليات تفتيش نصف شهرية لأكثر من 500 موقع عسكري إسرائيلي وسوري لضمان اتباع الطرفين الشروط المتفق عليها للمعدات وعدد القوات.
- مساعدة اللجنة الدولية للصليب الأحمر في تمرير البريد والأشخاص عبر المنطقة وفي تقديم الخدمات الطبية.
- تحديد وتعليم حقول الألغام.
- تعزيز الوعي بحقول الألغام بين المدنيين ودعم أنشطة منظمة الأمم المتحدة للطفولة في هذا المجال.

## الأنشطة المدنية

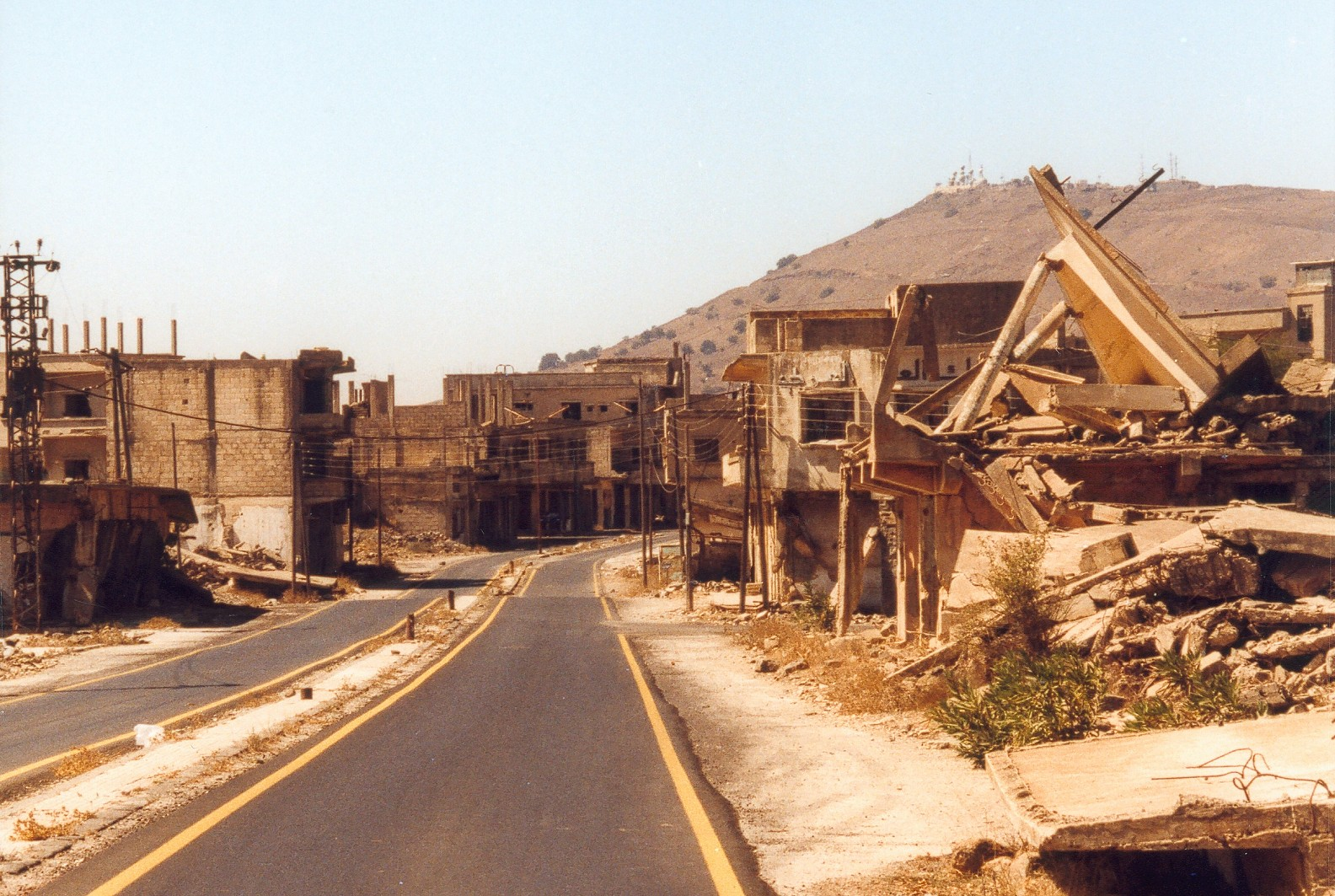
مدينة القنيطرة في حالة خراب عام 2001.

تعتبر المنطقة العازلة مأهولة حاليا وتخضع لسيطرة السلطات السورية، بجوار العديد من القرى بما في ذلك أنقاض القنيطرة. 
لا تزال الألغام الأرضية تشكل خطرا كبيرا على القوة والسكان المدنيين. مما دفع قوة الأمم المتحدة لمراقبة فض الاشتباك إلى توجيه كتائب نمساوية وبولندية بإزلة الألغام.

### معبر خط وقف إطلاق النار
عادة ما يكون أعضاء قوة الأمم المتحدة لمراقبة فض الاشتباك وهيئة الأمم المتحدة لمراقبة الهدنة في فلسطين هم الأفراد الوحيدون الذين يعبرون خط وقف إطلاق النار الإسرائيلي السوري عبر المنطقة.
منذ عام 1988، سمحت إسرائيل للحجاج الدروز بعبور خط وقف إطلاق النار لزيارة ضريح هابيل في سوريا. في منطقة القنيطرة، تراقب شركة الطرق الرئيسية المؤدية إلى منطقة AOS.
تسمح إسرائيل وسوريا عدة مرات خلال العام بعبور مواطنين عرب، حجاج وطلاب من جامعة دمشق يعيشون في مرتفعات الجولان أو إسرائيل تحت إشراف الصليب الأحمر.
في عام 2005، سمحت سوريا بعبور بضع شاحنات من تفاح الجولان الدرزي. وكان يقود الشاحنات نفسها مواطنون كينيون.
منذ عام 1967، سُمح للعرائس بعبور حدود الجولان لكنهم يفعلون ذلك مع العلم أن الرحلة هي رحلة في اتجاه واحد. تظهر تلك الرحلة في الفيلم العربي الإسرائيلي «العروس السورية».

## الدول المشاركة
عند تأسيس القوات في العام 1974 كانت تتكون من جنود من كل من النمسا، البيرو، كندا وبولندا. اليوم يبلغ تعداد القوات حوالي ألف شخص من فيجي، الهند، جمهورية أيرلندا، النيبال وهولندا. يساعد هذه المجموعة عدد من المراقبين العسكريين في الجولان التابعين لهيئة الأمم المتحدة للمراقبة والكادر المدني المحلي والدولي.

## وصلات خارجية
- الموقع الرسمي لقوة الأمم المتحدة لمراقبة فض الاشتباك.
- الموقع الرسمي لـ أندوف (أنجليزي. بتوضيح للخلفيات، الحقائق، الخرائط إلخ.)
- مقر قوة الأمم المتحدة لمراقبة فض الاشتباك - معسكر نبع الفوار
- قوة الأمم المتحدة لمراقبة فض الاشتباك

يوتيوب
- من هي منظمة أندوف أو قوات مراقبة فض الإشتباك؟
- بيان قوة الأمم المتحدة لمراقبة فض الاشتباك (أندوف)- 19 ديسمبر 2019.
- قوة الأمم المتحدة لمراقبة فض الاشتباك (مرتفعات الجولان).
- سافرونكوف في اجتماع مجلس الأمن لقوة مراقبي فض الاشتباك التابعة للأمم المتحدة في مرتفعات الجولان السورية.
- إعلان مجلس الأمن الدولي تجديد مهمة قوة الأمم المتحدة لمراقبة فصل القوات في الجولان– أندوف.